# Schlacht von Piperdean
Die Schlacht von Piperdean (auch Piperden oder Pepperden on Brammish) wurde am 10. September 1436 zwischen englischen Truppen unter dem Kommando von Henry Percy, 2. Earl of Northumberland, und einer schottischen Armee unter Führung von William Douglas, 2. Earl of Angus, ausgetragen. Das nur kurze Gefecht endete mit einem deutlichen schottischen Sieg.

## Hintergrund und Schlacht
Im Sommer 1435 hatte William Douglas, 2. Earl of Angus und gleichzeitig Warden of the Scottish Marches, die Ruine Dunbar Castle am Hafen von Dunbar übernommen und mit der erneuten Befestigung der Anlage begonnen. Da diese Burg nur etwa 45 Kilometer von Berwick entfernt lag, zogen Henry Percy, 2. Earl of Northumberland, und der in Schottland in Ungnade gefallene George Dunbar, 10. Earl of Dunbar, mit einer Armee von etwa 4000 Mann nordwärts, um einen weiteren Ausbau zu verhindern.
William Douglas wollte das Risiko, in einer Burg eingeschlossen zu werden, deren Verteidigungsanlagen noch nicht wiederhergestellt waren, nicht eingehen. Er entschied sich, einer Belagerung zuvorzukommen und die englischen Truppen auf dem Marsch anzugreifen. Zwei etwa gleich große Armeen trafen aufeinander, wobei der Überraschungseffekt (möglicherweise auch ein Hinterhalt) nach kurzem, aber heftigem Kampf zu einem schottischen Sieg führte.
Die Verluste in der Schlacht werden unterschiedlich angegeben. Ridpath nennt 200 schottische Gefallene, darunter der Lord of Elphinstone, auf englischer Seite 1500 Tote, darunter 40 Ritter. Brenan stimmt mit den Zahlen auf englischer Seite überein, nennt die schottischen Verluste aber „unbedeutend“, während bei Maxwell insgesamt nur 40 Gefallene, aber 1500 gefangene Engländer aufgeführt werden.
Henry Percy zog sich mit seinen verbliebenen Truppen nach Alnwick Castle zurück.